# Ламбрехтен
Ламбрехтен (нем. Lambrechten) — община (нем. Gemeinde) в Австрии, в федеральной земле Верхняя Австрия.
Входит в состав округа Рид-им-Иннкрайс.  Население составляет 1 350 человек (на 12 мая 2001 года). Занимает площадь 2370,21 га. Официальный код  —  4 12 12.

## Политическая ситуация
Бургомистр общины — ?.
Совет представителей общины (нем. Gemeinderat) состоит из ? мест:
- СДПА занимает ? мест.
- АНП занимает ? места.